# Odontologia forense
L’Odontologia Forense (Odontoiatria Legale e Forense) è quella disciplina che si occupa delle questioni medico-legali relativamente alla branca Odonto-Stomatologica e che, pertanto, riguardano fatti o condotte inerenti l’Odontoiatria ed i relativi riflessi in ambito giuridico.

## Analisi e caratteristiche
In realtà è bene distinguere fra “odontoiatria forense” e “odontoiatria legale”: entrambe comprendono sia la formazione ed evoluzione del diritto che l'applicazione delle scienze biologiche e delle competenze tecniche specifiche per valutazione e/o indagini di singoli casi di interesse giudiziario. Tuttavia, trattandosi di ambiti giuridici, etici e deontologici verso la società, altri operatori delle scienze forensi, le autorità inquirenti (Tribunali, Forze di Polizia) ed i pazienti, in assenza di interventi di natura terapeutica, secondo alcuni resta più appropriato il termine “odontologia”, piuttosto che “odontoiatria”. Tale concetto non è, comunque, unanimemente condiviso: anche la medicina legale, infatti, manca di attività terapeutica, ha rapporto pluridisciplinare ed ha nel "logos" la sua vera anima, ma nessuno ha mai avvertito la necessità di modificarne la denominazione originaria in “iatrologia forense”.
Maggiore differenza anche in termini di formazione e di competenze fra odontoiatria/odontologia forense e legale, come descritto nei successivi Settori di Intervento. L'"odontoiatria legale", infatti, si occupa prettamente di valutazione del danno alla persona in traumatologia e in responsabilità professionale odontoiatrica.
L'"odontologia forense" (Odontoiatria Forense) si occupa invece principalmente di Identificazione Personale, di identificazione di cadaveri o di resti umani, della stima dell’età e di bitemarks (cfr. Settori di Intervento).

## Settori di intervento
Nella storia dell'Odontologia Forense è possibile osservare casi di identificazione, singoli o multipli secondari a disastri di massa. Questa disciplina, tuttavia, si è evoluta molto oltre l'ambito della identificazione umana. Possiamo, infatti, distinguere nella moderna odontologia forense i seguenti settori di intervento:
1. identificazione dei resti scheletrici attraverso metodi dentali;
2. valutazione di lesioni da morso umano per scopi investigativi;
3. stima dell'età di soggetti viventi e cadaveri;
4. maltrattamenti, abusi e trascuratezza su minori ed adulti;
5. identificazione di sesso, specie e razza di ausilio sia in indagini giudiziarie che rilievi archeologici.

L'odontoiatria legale:
1. valutazioni medico-legali in traumatologia oro-dento-facciale;
2. valutazioni medico-legali in responsabilità professionale odontoiatrica.

## L'Odontoiatra (odontologo) Legale e Forense
La figura professionale dell'Odontologo Forense si sta progressivamente delineando in maniera distinta rispetto a quella dell'Odontoiatra "Generico" ed ambisce a divenire, in futuro, l'unica figura "specialistica", o meglio "ultraspecialistica" di riferimento per le situazioni valutative in ambito odontoiatrico. A tal fine è auspicata l'istituzione di una relativa Scuola di Specializzazione che garantisca la formazione in ambito universitario; attualmente la formazione in ambito universitario è comunque garantita da Master di secondo livello di Università e Istituti di Medicina Legale Statali (Firenze, Torino, Foggia, Salerno, ecc.) e della Saint Camillus International University di Roma (UNICAMILLUS) in collaborazione con l'Istituto Stomatologico Toscano (IST), che dall'A.A. 2023-24 ha istituito anche un ulteriore Master di II livello in Odontoiatria Legale Applicata, destinato ai già titolati nella materia, mirato agli aspetti pratici dell'elaborazione di consulenze e perizie in traumatologia e responsabilità professionale in ambito civilistico e penalistico.
Evoluzione di precedenti corsi di perfezionamento su analoga materia, questi corsi Post Laurea si svolgono talora in collaborazione con associazioni del settore odontoiatrico (es. Associazione Nazionale Dentisti Italiani A.N.D.I.) creando un diretto collegamento con l'area professionale; a Firenze, ad esempio, al master è collegato (vedi oltre) il Progetto Odontologia Forense (Pro.O.F.) per l'aggiornamento continuo; i Master di UNICAMILLUS-IST si svolgono in collaborazione con l’Accademia Italiana di Odontoiatria Legale e Forense OL-F, prima ed unica società scientifica nella disciplina accreditata presso il Ministero della Salute 
Considerando imprescindibili diversi anni di esperienza clinica prima di cimentarsi nell'attività valutativa, l'iter formativo specifico attuale dell'Odontologo Forense è diverso nei vari Paesi e può prevedere la frequenza di dottorati di ricerca, master, corsi e seminari (universitari e privati). In Italia sono attivi corsi specifici presso le Università di Bari, Chieti, Foggia, Firenze, Macerata, Milano, Salerno e UNICAMILLUS-Roma.https://www.unicamillus.org/it/master_odontoiatria_legale_e_forense/
Sono anche utili al completamento della formazione corsi e seminari in medicina-legale e nell'ambito delle scienze forensi. 
La presenza dell'Odontoiatra con competenza legale e nell’ambito della Conciliazione, secondo la normativa vigente (Legge Gelli-Bianco), per le valutazioni attinenti la responsabilità professionale odontoiatrica deve essere affiancata dalla figura del Medico Legale.
In ogni caso, l'iscrizione all'Albo degli Odontoiatri è requisito essenziale per l'accesso alla cavità orale, sia a scopo terapeutico che valutativo: pertanto, il medico legale è obbligato ad avvalersi di questa collaborazione qualora gli venga richiesta una valutazione in questa disciplina. Il magistrato può comunque avvalersi in via diretta dell’odontoiatra Legale nella valutazione del danno odontoiatrico di natura traumatica e dell'odontologo forense (stima dell'età su base odontologica, identificazione personale su base dentale, ecc.). 
L'odontologia forense si colloca fra le materie scientifiche in cui l'aggiornamento rappresenta una esigenza imprescindibile, sia sotto il profilo specialistico-biologico che giuridico.
Alcune Associazioni culturali Italiane si occupano in maniera prevalente della parte forense, altre degli aspetti più "legali": preventivi, conciliativi e valutativi del danno odontostomatologico (Accademia Italiana di Odontoiatria Legale e Forense OL-F della parte legale-assicurativa (Società Italiana di Odontoiatria Forense, Società Italiana di Odontoiatria Legale ed Assicurativa).
All'estero di riferimento sono la IOFOS (International Organization of Forensic Odontostomatology, International Dental Ethics and Law Society). Le riviste scientifiche dedicate al settore più acrreditate sono: Journal of Forensic Odontostomatology, Forensic Science International, Legal Medicine, Journal of Forensic Science, Tagete - Archives of Legal Medicine and Dentistry.
Occorre evidenziare che l'Odontologo Forense, oltre a possedere esperienza professionale clinica nell'odontoiatra e specifici percorsi formativi nelle scienze forensi, dovrebbe possedere competenze linguistiche (in particolare l'inglese scientifico), informatiche e fotografiche. L'identificazione delle vittime di un disastro di massa potrebbe avvenire in contesti multinazionali in cui è richiesta la collaborazione in lingua inglese. Durante l'attività giudiziaria. infine, saranno utili o necessari anche rilievi fotografici (dei soggetti viventi, dei cadaveri o del materiale biologico) e l'impiego di software per l'identificazione umana computer-assistita (DAVid, PlassData, WinID) o per l'elaborazione di immagini.